# التجمع للديمقراطية والتجديد
التجمع للديمقراطية والتجديد (بالفرنسية: Rassemblement pour la Démocratie et le Renouveau)‏ هو حزب سياسي في جزر القمر.

## التاريخ
تأسس الحزب في أكتوبر 1993 من قبل الرئيس محمد جوهر، وكان اندماجًا لعدة أحزاب مؤيدة لجوهر، بما في ذلك حركة اقتراح الحوار واتحاد الديمقراطيين من أجل التنمية. وفاز الحزب الجديد بـ 28 مقعدًا من أصل 42 مقعدًا في جمعية الاتحاد في انتخابات ديسمبر 1993. وعقب الانتخابات، تم تعيين الأمين العام للحزب محمد عبده ماضي رئيساً للوزراء.
في ديسمبر 1996 اندمج الحزب في التجمع الوطني الجديد للتنمية. تم إحيائه في وقت لاحق، وخاض الانتخابات البرلمانية لعام 2015، وفشل في الفوز بمقعد.